# 福克沙尼停戰協定
福克沙尼停戰協議（羅馬尼亞語：Armistițiul de la Focșani，又稱福克沙尼停火協議），是羅馬尼亞王國與同盟國於第一次世界大戰簽訂的一份停火協議，於1917年12月9日在羅馬尼亞的福克沙尼簽訂。

## 背景
羅馬尼亞王國於1916年8月加入第一次世界大戰並入侵奧匈帝國，其目的是為了奪得在奧匈帝國手中的外西凡尼亞。然而，同盟國在童年的九月進行了成功的反擊，佔領了布加勒斯特；同年12月他們還佔領了三分之二的羅馬尼亞領土，羅馬尼亞政府因而被迫遷都至摩達維亞的雅西。後來由於俄羅斯帝國的軍隊於1917年初立刻派兵增援，以避免同盟國不日將攻進俄國南部領土的潛在危機，羅馬尼亞得以不被完全併吞。儘管俄羅斯軍隊不願再繼續戰鬥，但他們仍成功擊退了同盟國對默勒謝什蒂及奧圖茲的進攻。

## 停火

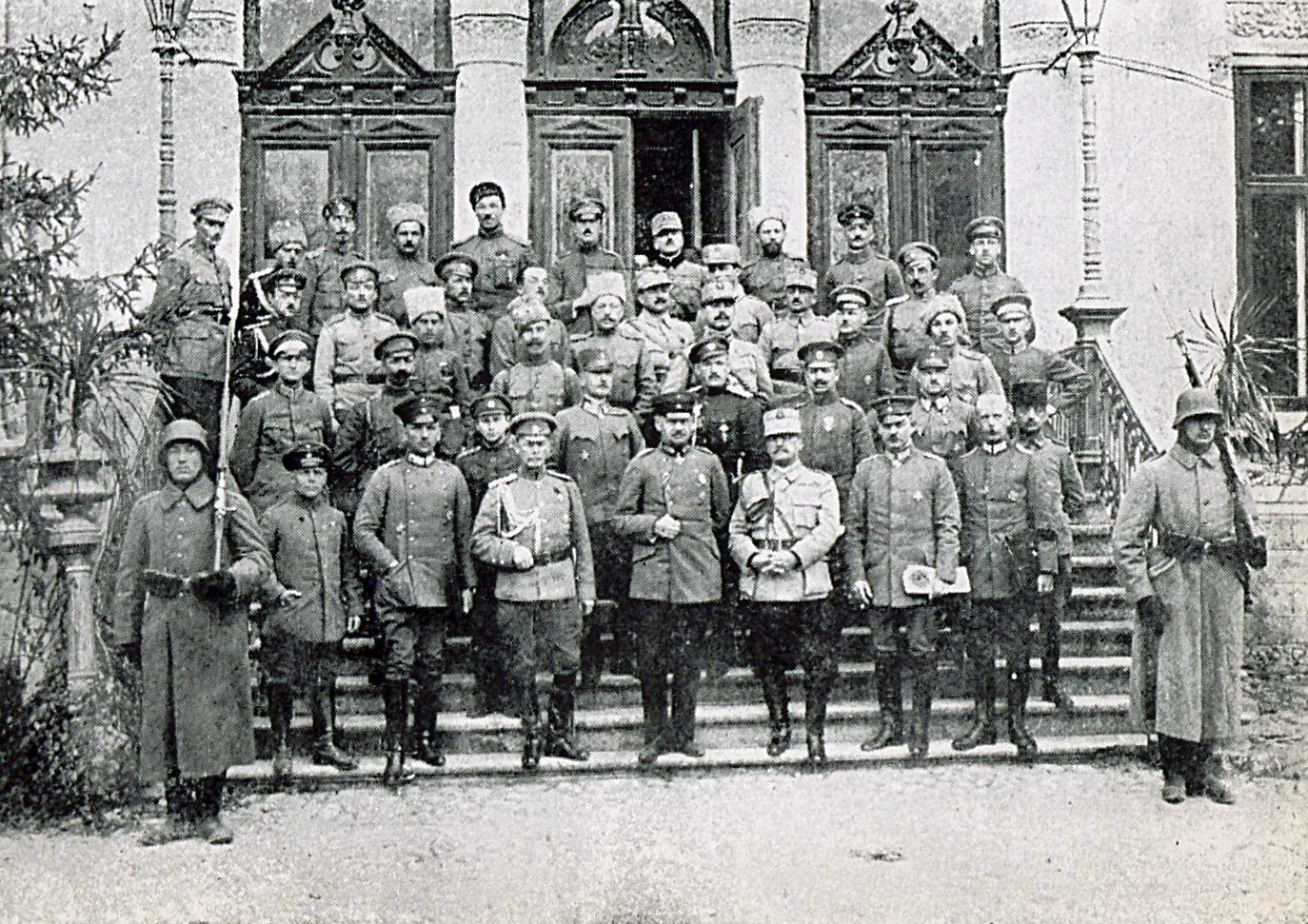
雙方的談判代表之合影。

1917年，俄羅斯帝國因十月革命的發生而爆發了內戰，俄羅斯的軍隊因而從羅馬尼亞領土撤離。1917年12月4日、5日，俄國人與同盟國簽訂了兩項停火協議，並在列夫·托洛斯基與阿道夫·越飛的協助下，於布列斯特與同盟國展開了談判。布列斯特-立陶夫斯克條約使羅馬尼亞在地理上暴露無遺。由於俄羅斯不再援助之，羅馬尼亞因而被迫求和。
該停戰協議於1917年12月9日，在錫雷特河上的福克沙尼——羅馬尼亞的主要防禦線所在地簽署。至此，羅馬尼亞結束了與德國、奧匈、保加利亞與鄂圖曼帝國的敵對狀態。

## 後續
雖然戰爭已經結束了，但羅馬尼亞的大部分領土仍然由同盟國所佔領。1918年5月，羅馬尼亞還簽屬了具有懲罰性的布加勒斯特條約，並被要求割讓多布羅加省，及坐落於喀爾巴阡山脈的幾個關口，同時授予同盟國多項經濟特權。
隨著第一次世界大戰結束，同盟國最終戰敗，羅馬尼亞對德國、奧匈、保加利亞的領土割讓，皆分別在凡爾賽條約、聖日耳曼條約、特里阿農條約、納伊條約簽署後紛紛無效。